# Camponotus druryi
Camponotus druryi är en myrart som beskrevs av Auguste-Henri Forel 1886. Camponotus druryi ingår i släktet hästmyror, och familjen myror. Inga underarter finns listade.